# Villa Ceresa
Villa Ceresa è una villa veneta situata nella zona della Giustizia di Mestre, nella città metropolitana di Venezia.

## Posizione
Si trova in prossimità della piccola rotonda collocata tra Via Miranese (lungo cui si trova l'ingresso principale) e l'accesso alla tangenziale di Mestre. È confinante con un parcheggio scambiatore e la ferrovia Milano-Venezia. La villa è circondata da un ampio parco (1400 metri quadrati) pubblicamente accessibile.

## Storia
È stata costruita nel XIX secolo. Nel dopoguerra ospita la neonata comunità di Santa Barbara ancora priva di una chiesa.
La villa è stata sede di vari eventi come la prima Mostra del Campeggio e del Tempo Libero nel 1979 , o nel 1980, con la regia di Giancarlo Nanni, si tiene il progetto Lab 80 e lo spettacolo "I Benandanti" da Carlo Ginzburg. Dal 1989 è sede della scuola di musica La Semicroma ed è sede di eventi come la prima Ex-Tempore di Pittura per Ragazzi. Dal 1996 si tiene l'evento naturalistico 'Villa Ceresa in fiore'.
Nel 1997 vengono svolti lavori di ristrutturazione e adeguamento. All'inaugurazione è presente anche l'allora presidente della repubblica Oscar Luigi Scalfaro.
Si apre una fase di mostre: Giandomenico Tiepolo: affreschi in Villa curata da Giandomenico Romanelli. Tra il 1997 e il 1998 si tiene la mostra Lorenzo Tiepolo e il suo tempo.
Altra mostra che ha riscosso successo è quella del 1998 sulla scultura di Alberto Viani. Nel 1999 si tiene la mostra Vedute Mestrine organizzata dal comune per celebrare le opere di Vittorio Felisati.
Ospita mostre di scienze naturali, eventi gastronomici.
Nei primi anni duemila diventa sede dell'assessorato alla Mobilità del comune di Venezia. Viene messa in vendita nel 2018 a 960 000 € da Nimaan & Partners.